# Dieler Schanze

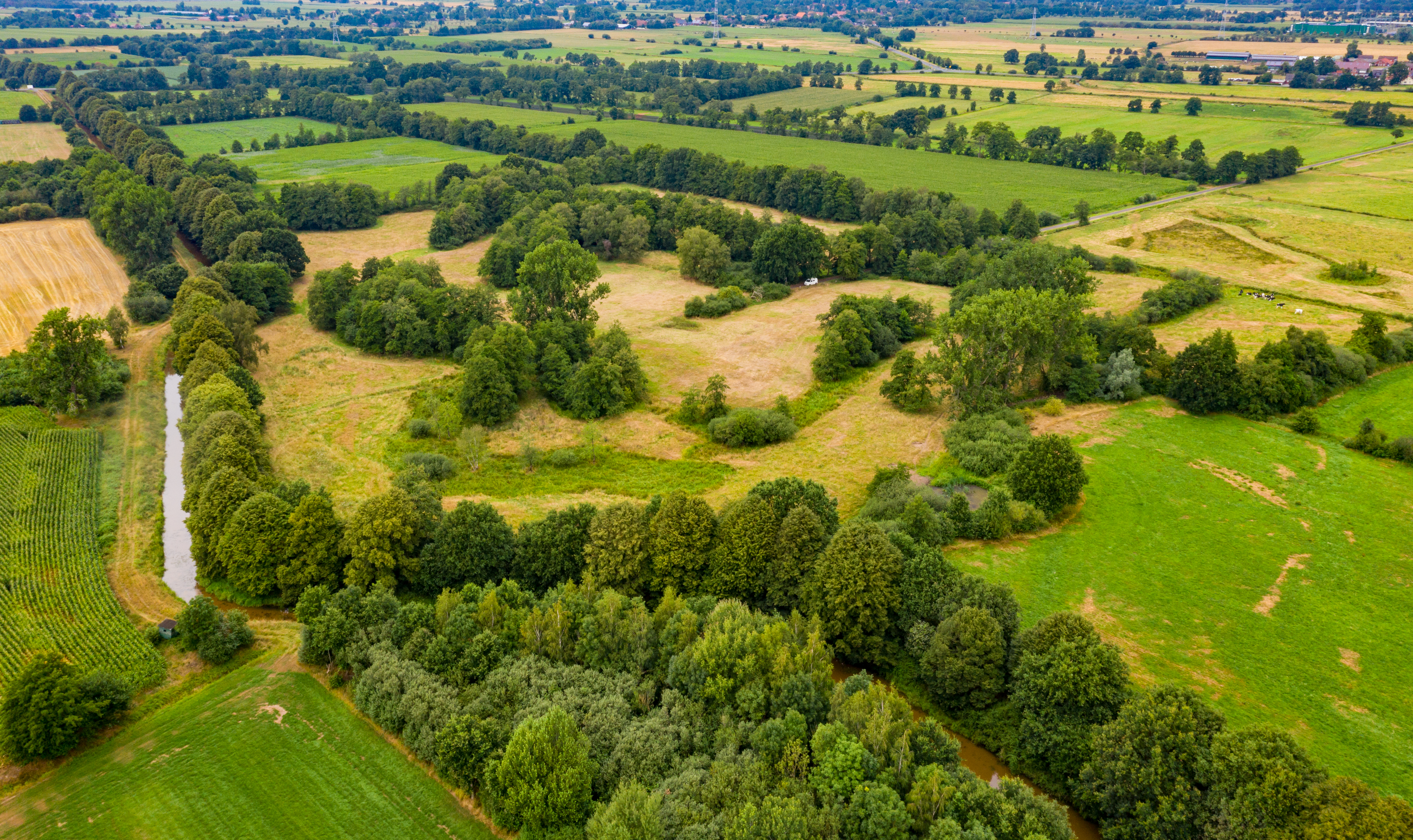
Dieler Schanzen. Der Jemgumer Zwinger (2019)

Die Dieler Schanze ist eine spätmittelalterliche Schanze nahe dem Ort Diele im ostfriesischen Rheiderland. Die Befestigungsanlage hatte eine herausragende Bedeutung für die ostfriesische Geschichte. Vermutlich begann der Bau der Verteidigungsanlagen im 14. Jahrhundert. Ihre Bedeutung nahm zu, als Ostfriesland Grafschaft wurde und der Ort an der südlichen Grenze der Grafschaft und des späteren Fürstentums lag. So diente sie zunächst als Grenzbefestigung. Später geriet sie mehrfach in fremde Hände und spielte danach eine Rolle in den Interessenskonflikten der benachbarten Niederlande und dem Hochstift Münster. Die gesamte Anlage bestand aus einem über etwas mehr als zwei Kilometer langen System aus Schanzen, Redouten, Wällen und Gräben.

## Lage

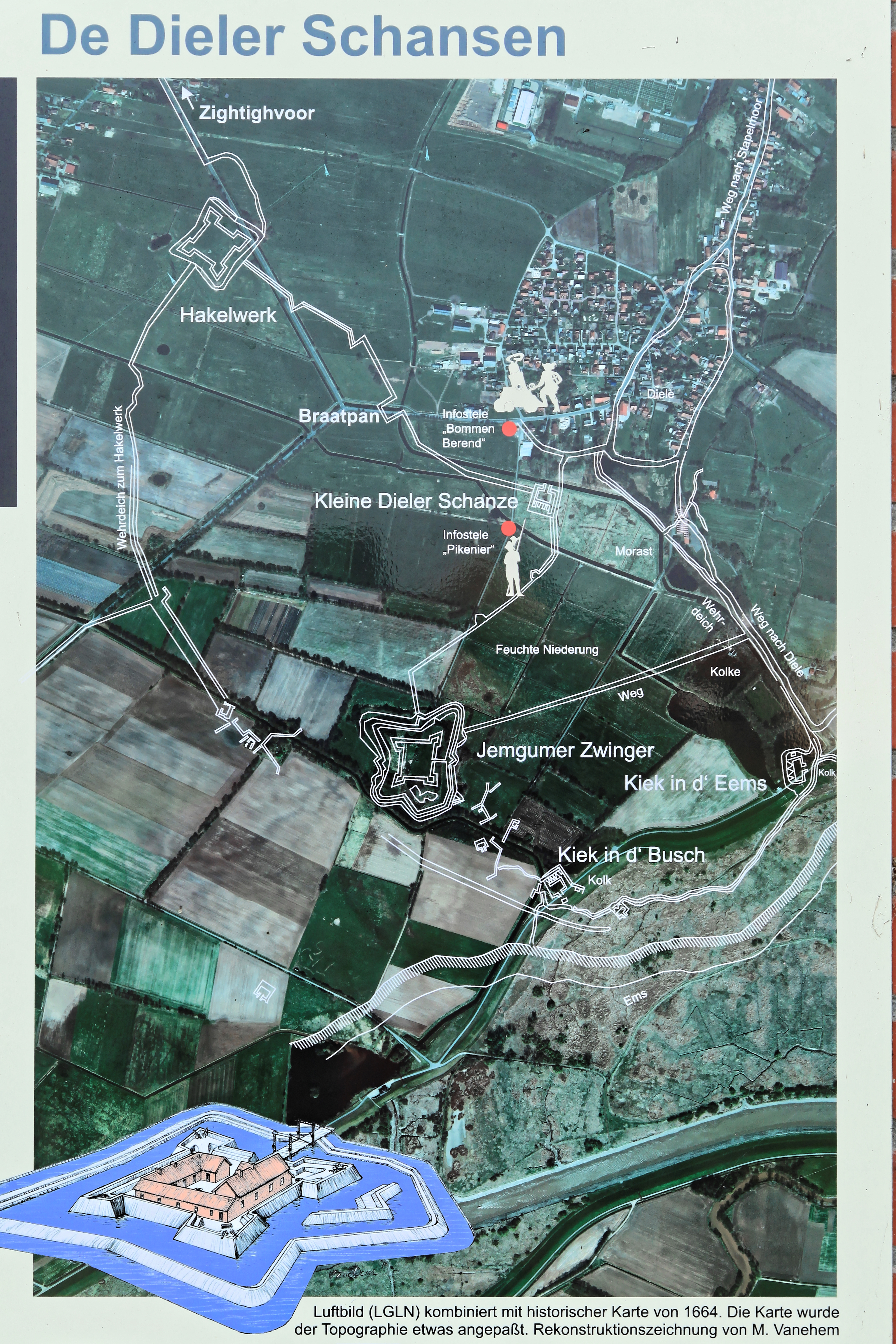
Dieler Schanzen. Luftbild mit Übersicht über die Befestigungsanlagen.

Die Dieler Schanze liegt strategisch günstig auf einem Geestrücken zwischen einer Flussschleife der Ems auf der einen und ausgedehnten Moorflächen auf der anderen Seite. In unmittelbarer Nähe der Schanze führte spätestens im Mittelalter ein Hellweg vom Münsterland nach Ostfriesland über den hohen, trockenen Geestrücken bei Diele, der möglicherweise älteren Ursprungs ist. Dieser Weg war bis in die frühe Neuzeit die einzige Möglichkeit, vom Emsland nach Ostfriesland zu gelangen.

## Geschichte

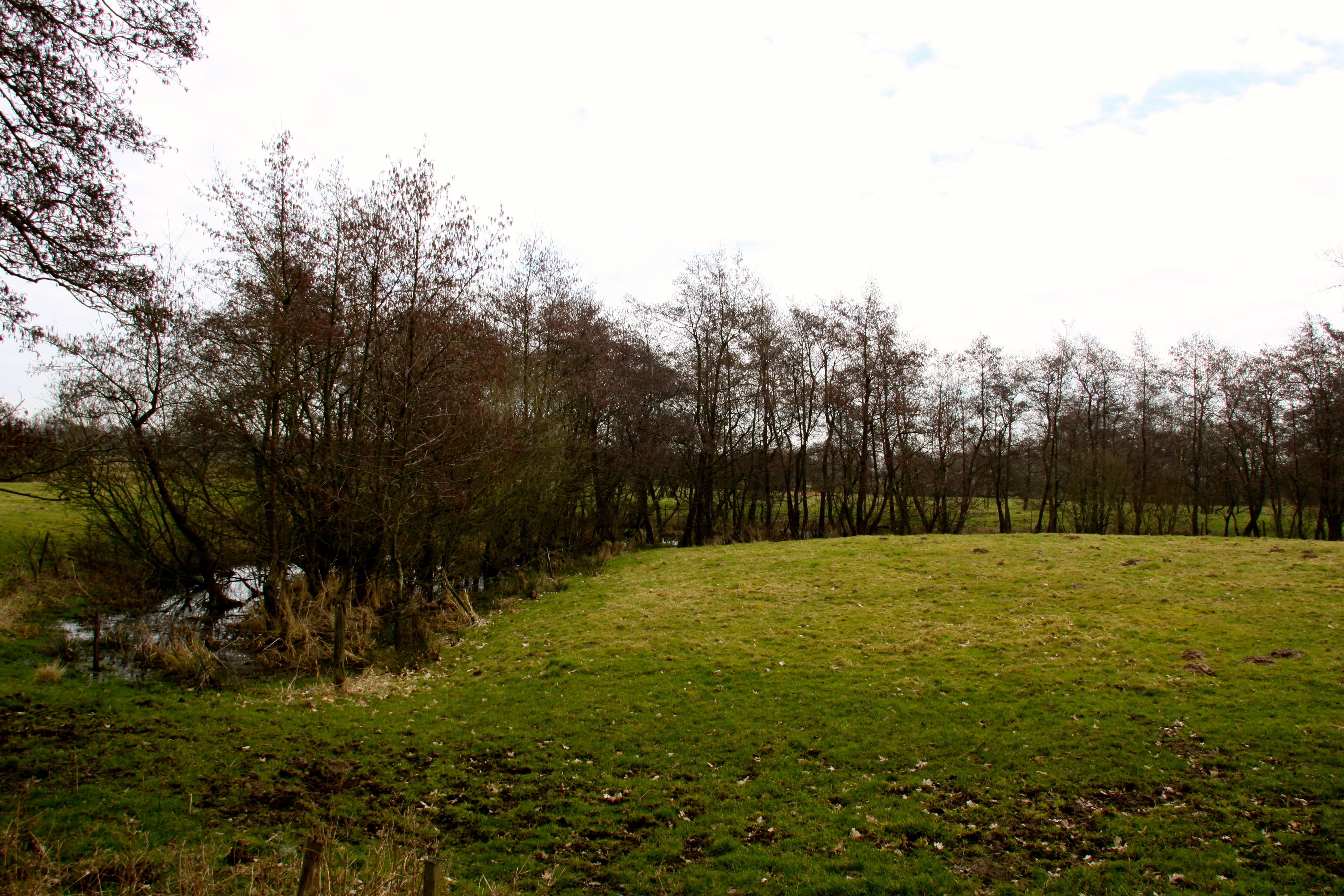
Reste des Befestigungsgrabens

Vermutlich begann der Bau der ersten Verteidigungsanlagen schon im 14. Jahrhundert. In dieser Zeit sah sich Ostfriesland der Gefahr eines Angriffs aus dem Hochstift Münster ausgesetzt.
Als während des Achtzigjährigen Krieges im 16. Jahrhundert niederländische Truppen wiederholt nach Ostfriesland auswichen, erhielt die Schanze eine besondere strategische Bedeutung. Da ein Einfall spanischer Truppen befürchtet wurde, wurden die Verteidigungsanlagen stark ausgebaut. Schließlich bestanden sie aus einer Hauptschanze und mehreren kleineren Anlagen, die sich vom Emsufer bis zu den Mooren bei der Ortschaft Dielerheide auf einer Strecke von 2,5 km ausdehnten. Die wichtigsten Teile der Anlage waren die beiden großen Schanzen Jemgumer Zwinger und Hakelwerk. Die Redouten Kiek in de Ems, Kiek in de Bosch, Bratpan, Sieh dich vor sowie die Kleine Dieler Schanze komplettierten die Anlage. Verbunden waren die Anlagen mit Wällen und Gräben.
Die Hauptschanze, der sogenannte Jemgumer Zwinger, war mit einem doppelten, etwa drei bis vier Meter hohem Erdwall und zwei ringförmig vorgelagerten, etwa 16 Meter breiten Wassergräben, umgeben. Sie verfügte über vier Eckbastionen, auf denen Geschütze standen und war über zwei Klappbrücken von der Ostseite zugänglich. Der innere Teil der Schanze war zudem mit einer Mauer umgeben, die an vier Ecken von Türmen begrenzt wurde. Zum Verteidigungskonzept gehörten zudem zwei Schleusen, mit denen das umliegende Land gezielt überflutet werden konnte.
Insgesamt sollen in der Befestigungsanlage bis zu 400 Soldaten stationiert worden sein. Die Schanze war jedoch im 17. Jahrhundert zeitweise nur noch mit 7 Mann besetzt. Für den Unterhalt der Festungsanlagen wurden vor allem während des Dreißigjährigen Krieges Eingesessenen des Oberrheiderlandes und die Bewohner des Dorfes Diele herangezogen. Im Jahre 1633 mussten sie beispielsweise die Kosten für die Errichtung eines Wachthauses tragen und von 1642 bis 1645 Kerzen und Torf liefern.
In der Folgezeit wurde die Schanze mehrfach von auswärtigen Truppen besetzt. 1637 waren hessische Truppen, die Ostfriesland während des Dreißigjährigen Krieges besetzten, in der Dieler Schanze einquartiert. Zehn Jahre später eroberten kaiserliche Truppen die Schanze und bauten diese aus, indem sie im Dorf Häuser niederrissen und mit dem so gewonnenen Baumaterial die Schanze verstärkten.
Nach dem Dreißigjährigen Krieg geriet die Schanze zum Schauplatz der Kriegszüge des Fürstbischofs von Münster, Christoph Bernhard von Galen, gegen die Republik der Sieben Vereinigten Provinzen und das mit den Niederlanden verbündete Fürstentum Ostfriesland. In der Nacht vom 18. zum 19. Dezember 1663 nahmen münstersche Truppen die Schanze ohne Blutvergießen ein. Die münsterschen Truppen sollten 300.000 Reichstaler Schulden eintreiben, die dem Haus Liechtenstein als Rechtsnachfolger der Grafen von Rietberg für den Verzicht auf das Harlingerland zustanden. Diese Summe konnte von Fürst Georg Christian nicht gezahlt werden, da das dafür bestimmte Geld während des Dreißigjährigen Krieges von Truppen des protestantischen Heerführers Ernst von Mansfeld geraubt worden war. Nur mit Hilfe der niederländischen Generalstaaten und des Herzogs Eberhard von Württemberg konnten die münsterschen Truppen vertrieben, ein Kompromiss vermittelt und die noch einmal um 200.000 Taler erhöhte Summe aufgebracht werden. Dieses Geld musste sich Fürst Georg Christian bei den Niederländern leihen. Als Pfand dafür nahmen niederländische Truppen die Schanze und das Dorf Diele 1664 in Besitz. Acht Jahre später wurden die Schanzen bei einer weiteren Auseinandersetzung des Bischofs von Münster mit den Generalstaaten im Holländischen Krieg von den münsterschen Truppen zerstört und seither nicht wieder aufgebaut.

## Heutiger Zustand

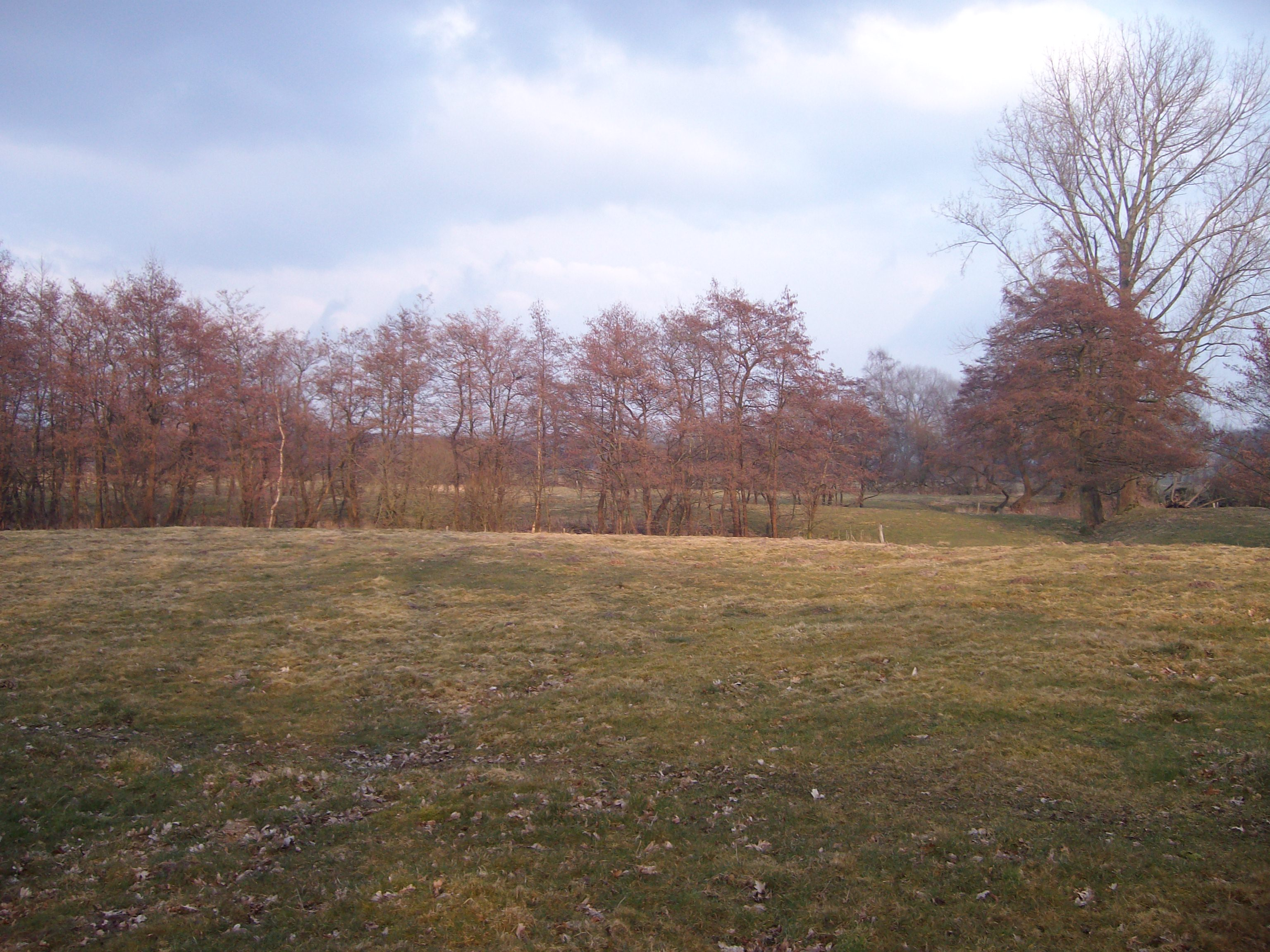
Gelände im heutigen Zustand

Das Areal der ehemaligen Schanze ging später in das Eigentum einiger Dieler Bauern über. Es wird heute landwirtschaftlich genutzt und ist mit Gras und Büschen bewachsen. Von den ehemaligen Wassergräben blieben gut fünf Meter breite Mulden erhalten, die einst drei bis vier Meter hohen Wälle zum Schutz der Anlage sind dagegen heute vollständig eingeebnet. Die Reste der Hauptschanze, der sogenannte Jemgumer Zwinger, sind noch heute im Gelände als Bodendenkmal auszumachen und aus der Luft gut zu erkennen. Vor allem der doppelte Wall und die Gräben lassen sich noch gut in der Landschaft ausmachen. In der Umgebung finden sich noch Gräben und Erhebungen ehemaliger Wälle. Geplant ist, das derzeit kaum zugängliche Gelände touristisch stärker zu erschließen. Seit 2015 wird die Geschichte der Verteidigungsanlage auf zwei von niederländischen Künstlerin Frouke Roukema gefertigte Stelen am nahegelegenen Feuerwehrhaus (am Eingang des Schanzenweges) dokumentiert. Die größere der beiden Stelen trägt den Namen „Bomben-Bernd“ und erinnert an den münstersche Fürstbischof Christoph Bernhard von Galen, der die Schanze einnehmen und schleifen ließ. Die zweite Stele trägt den Titel Piekenier. An ihr ist eine Texttafel angebracht, welche den „Jemgumer Zwinger“, die damaligen Hauptschanze, erklärt.

## Archäologische Untersuchung
Im Rahmen eines bis Ende 2013 laufenden Forschungsprojektes zur Erfassung frühneuzeitlicher Festungen und Schanzen im Landkreis Leer untersuchte die Ostfriesische Landschaft die Dieler Schanze zwischen 2010 und 2012. Dabei wurden insgesamt gut 28.000 Funde geborgen. Im Rahmen einer geophysikalischen Prospektion konnte ein 65 m × 65 m großer Gebäudekomplex mit vier Trakten nachgewiesen werden, dessen vier Gebäudetrakte sich um einen offenen Innenhof gruppierten. Zudem konnten die Archäologen nachweisen, dass einst gut 16 Meter breite Wassergräben und drei bis vier Meter hohe Wälle die Anlage schützen. Im Zentrum der Schanze wiesen sie bei den dort entdeckten Gebäuderesten mehrere Bauphasen sowie im Bereich des ehemaligen Innenhofs einen aus Backstein gesetzten Brunnen nach. Im gesamten Areal der ehemaligen Schanze legten sie mehrere mit Dachziegelbruch „gepflasterte“ Pfade frei. Auf einer der Bastionen entdeckten sie zudem eine aus Soden gesetzte Gefechtsstellung oder eine Magazingrube für Munition. In einem Bereich mit qualitativ hochwertigen Funden vermuten sie die ehemalige Kommandantur. Zahlreiche Waffenfunde wie Degenfragmente, Bleikugeln als Munition von Musketen und Pistolen aber auch Kanonenkugeln sowie zwei vollständig erhaltene und bis zu 80 kg schwere Mörserbomben „unterstreichen den militärischen Charakter der Anlage und zeugen von den teilweise brutalen Kampfhandlungen, in die die Schanze vor ihrer Schleifung 1672 verwickelt war“.